# Agathia papuensis
Agathia papuensis là một loài bướm đêm trong họ Geometridae.